# Leocadio Galán Barrena
El Padre Leocadio Galán Barrena fue un sacerdote español nacido en Calamonte (Badajoz), el 24 de febrero de 1910. Fundó del Instituto Religioso Esclavos de María y de los Pobres.

## Biografía
Ingresó en el Seminario Diocesano de San Atón en Badajoz, donde realizó sus estudios de sacerdote. Fue ordenado presbítero el 29 de junio de 1932. El día 2 de septiembre de ese mismo año llega a Alcuéscar (Cáceres) como coadjutor de la parroquia de Nuestra Señora de la Asunción. Todo su ministerio sacerdotal lo ejerció en esta localidad cacereña.
El 1 de agosto de 1939 recibe una inspiración, que le impulsa a entregar su vida a la Formación Cristiana de la población rural, obrera y campesina. Fue ese día cuando funda los Esclavos de María y de los Pobres, instituto religioso dedicado a las Obras de Misericordia tanto espirituales como corporales. Tras cinco años de invalidez, falleció el 27 de enero de 1990.
El Instituto de los Esclavos de María y de los Pobres tiene su Casa-Madre en Alcuéscar (Cáceres) y otras casas o residencias en Torrijos (Toledo), Pinofranqueado (Cáceres), Pinos Puente (Granada), Calamonte (Badajoz) y una casa de estudio en Cáceres.
El 1 de agosto de 2008 se crea una comisión para la conmemoración del centenario del nacimiento del Padre Leocadio --con distintas actividades, actos, encuentros y publicaciones--, que tuvieron lugar a lo largo de 2010.